# M3/M5斯圖亞特坦克
斯圖亞特輕戰車（Stuart tank；M3/M5輕戰車）是第二次世界大戰中，美國製造數量最多的輕戰車。歐洲戰場上所使用的英軍以美國南北戰爭名將斯圖亞特為M3和M5戰車命名。在英國，它同時擁有「甜心」（Honey）的非官方暱稱。美國陸軍則僅以「M3輕戰車」和「M5輕戰車」作為官方名稱。
斯圖亞特戰車是美國以及其盟國在二戰使用最廣泛的輕戰車，從歐洲、北非到菲律賓，甚至是東南亞叢林以及島嶼上皆有斯圖亞特的蹤跡。並在租借法案的推廣下陸續提供給蘇聯、中華民國、法國、南斯拉夫、葡萄牙及若干中南美國家使用，其中有部分甚至持續使用至1996年。
1949年在國共內戰的金門戰役中，國軍擊敗共軍的關鍵「金門之熊」部隊，便是由21輛M5A1戰車組成的一個戰車營(缺二連)。

## 發展歷史

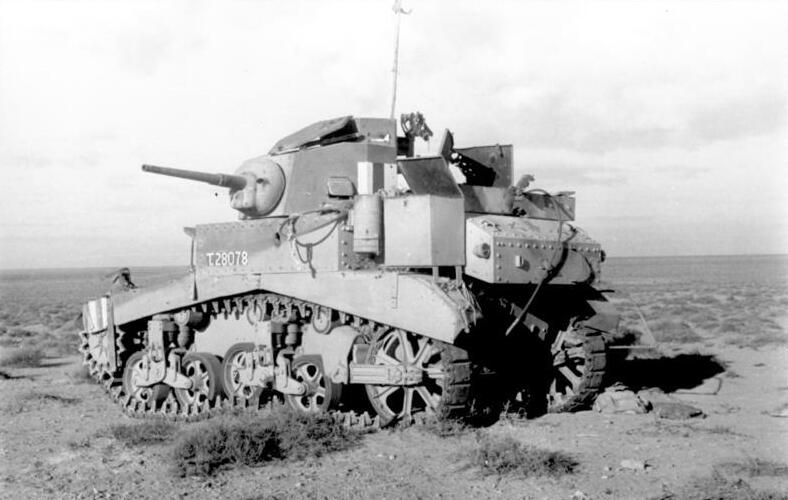
北非戰場上的M3/M5斯圖亞特戰車

二戰初，隨著歐洲情勢緊張，美國戰車設計師意識到M2輕戰車已經變得過時，於是進行了整體升級計畫，美國以1938年推出的M2A4輕戰車設計進行強化，包括更換引擎、增厚裝甲、採用加入避彈設計炮塔以及新的37公厘主砲、並因應加重的車身重量而修改驅動輪及懸吊系統。新的戰車被命名為「M3輕戰車」，於1941年3月至1943年10月間生產。如同其前身M2A4戰車，M3裝備一門37毫米M5主砲，以及三挺M1919A4機槍：一挺與主砲同軸，一挺在砲塔頂端，一挺在副駕駛座前方，然而車身槍塔的機槍常被拆除以換取更多空間。M3的裝甲主要為：炮盾厚度51公厘、前部上方厚度38公厘、下方44公厘、砲塔38公厘、車體側面與背面25公厘，正面防禦力足以在500公尺距離抵禦37公厘級別的反戰車炮，側面也足以防止步兵攜帶的20公厘反戰車步槍，車體也納入斜面避彈構型設計，相對於同時期它國輕戰車，其防禦較為「厚實」。除了車體油箱，M3輕戰車可在車尾加掛2具25加侖副油箱增加續航力。
M3的動力由飛機引擎轉用大陸R-670發動機（陸用型編號W-670，出力262匹馬力），由於在量產後引擎產能不足，因此有1,496輛M3輕戰車更換以柴油做為燃料的吉伯森T-1020發動機作為動力（出力245匹馬力）。M3輕戰車採後置引擎設計，但變速箱裝設在車體前方，故採取傳動軸穿透戰鬥艙的設計。同時因動力為氣冷星型引擎，不可避免地讓本型戰車有著高車體輪廓的特徵，給對手有很大的射擊面積。
M3系列的生產由美利堅汽車與鑄造公司（American Car and Foundry Company）負責。改良型M3A1則於1941年8月服役，M3A1搭配了有動力旋轉裝置的改良型同質焊接式砲台，具有一陀螺穩定器可使37毫米主砲於行進中能精準射擊，砲塔內部並採吊籃式設計。此時，有一全車體均採焊接式的先導實驗車體，被稱M3A1E1。下一型M3A2亦採焊接式設計，主要結構與M3A1大同小異，並沒有投入生產。在M5斯圖亞特量產後，部分技術與設計提供M3輕戰車產線改進，1942年8月後量產版本為M3A3，包括砲塔、車身以及車身機槍座皆重新設計。
M5斯圖亞特
由於參戰後對飛機發動機的需求增加，美軍為了將產能妥善分配，因此決定導入汽車使用的凱迪拉克V型8汽缸水冷引擎，搭配1940年代開始量產的液力式自動變速器，此改良型斯圖亞特1942年開始量產，原本應稱為M4輕戰車，但避免和M4中戰車混淆，因此跳號成為M5輕戰車。M5輕戰車使用的凱迪拉克引擎出力僅110匹馬力，因此裝了2具引擎維持與M3輕戰車接近的動力輸出，並配合引擎艙而重新設計後車身，M5斯圖亞特較前期型號更安靜、溫度較低，且自動變速箱對駕駛負荷較小，減少訓練駕駛員的時間。
儘管使用單位抱怨該戰車火力不足，改善型的M5輕戰車依然保留了37毫米主砲，導入M3A3的最後量產版本稱為M5A1。到1944年被M24輕戰車取代。
1944年M5停產時，總共量產8,885輛M5與M5A1，另外生產了1,778具M5輕戰車底盤用於M8自走炮。

## 參戰歷史
M3/M5的生產數量龐大，總數超過25,000台。斯圖亞特戰車一直到戰後仍在大量國家軍隊內服役。除美國、英國和蘇聯之外，它由法國、中國和狄托的游擊隊在南斯拉夫使用。

### 英軍

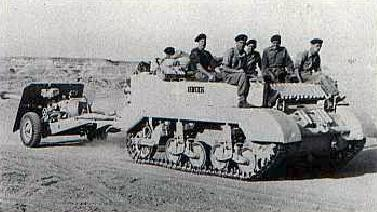
「斯圖亞特袋鼠」裝甲運兵車。

英國陸軍最早在實戰中使用M3輕戰車。1941年11月，大約170輛斯圖亞特戰車參與了北非戰場的十字軍行動與德軍交戰，但結果令人失望。實戰結果顯示，M3輕戰車與當時德軍主力三號戰車G型相較，沒有任何優勢，且三號戰車的50公厘主炮可以在1,000公尺外貫穿M3輕戰車；但對抗義大利的M13/40坦克則勉強勝任。英國抱怨37毫米主砲威力太弱，尤其在視野開闊的沙漠戰場，輕戰車沒有辦法以它們的機動力取得地形掩護，陷入長距離對抗時火力弱勢更為凸顯，且為了拉近作戰距離，M3的耗油不免大增，野戰表現時英軍統計斯圖亞特的續航力僅有75英里（120公里），不到十字軍戰車的一半，也壓迫到英軍的後勤需求；同時英軍已經採用三人炮塔戰鬥室配置，仍使用雙人炮塔設計的M3輕戰車讓英軍認為是拙劣的過時設計。此外M3的履帶寬度太窄，接地壓太高。
但M3輕戰車也獲得若干正面評價，和當時英軍國產主力十字軍坦克相比，英軍喜歡斯圖亞特的車速和機械可靠性，因此暱稱它為「甜心」。此外英軍戰車的主力武器2磅炮沒有反軟性目標用的榴彈或散彈，有多樣化炮彈可用的M3輕戰車在戰術彈性上仍有價值。
當1942年英軍接收了美製M4雪曼中戰車之後，斯圖亞特戰車開始調整為支援載具，許多拆除砲塔降低重量與油耗，作為偵查車或指揮車使用。最有名的例子是拆除砲塔後改裝成運兵車的「斯圖亞特袋鼠」（Stuart Kangaroo）。

### 蘇軍
另一個主要的租借援助國蘇聯，對M3的評價更是等而下之。蘇聯紅軍認為它火力、裝甲都太差，且對燃料的品質太敏感（M3引擎皆是取自於飛機用星型引擎，需要高辛烷值的汽油，更容易著火），窄履帶設計在泥濘與雪地中機動力更為不堪。即便如此，M3還是優於大戰初期蘇聯製造的T-60坦克等輕戰車。1943年，紅軍試用了升級版的M5輕戰車，但認為並不比M3優良，因此拒絕了美國提供M5。

### 美軍

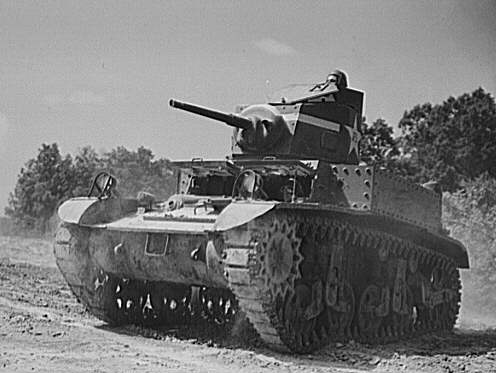
M3斯圖亞特坦克

美軍第一次於實戰中使用M3是在菲律賓，1941年9月，美軍運輸了108輛斯圖亞特戰車到菲律賓，編成了192、194兩個戰車營。日本開戰後，美軍的斯圖亞特首次接敵發生在1941年12月22日，由Ben R. Morin中尉率領的戰車排操作5輛M3輕戰車與日本帝國陸軍第四戰車團所屬九五式輕戰車交戰，這次作戰Morin中尉的戰車遭日軍擊毀，包含他在內的車組人員遭到俘虜，其餘4輛戰車雖皆有中彈，但成功撤退。在美軍撤退至巴丹半島時，M3輕戰車多度擔任斷後任務，也多次和日軍戰車交火，最後一次戰車作戰發生在1942年4月7日。美國海軍陸戰隊認為在叢林戰中輕戰車較為適合操作，在太平洋戰場隨後仍大量佈署輕戰車，直到1943年末才因反攻任務需要更具威力的75公厘炮，始大規模換裝M4中戰車。
1942年底，當美軍參與北非戰事時，斯圖亞特戰車仍是其主要的裝甲武力。然而在歷經了慘痛的加查拉戰役後，美軍體悟到M3和M5完全不是德軍四號戰車和虎式戰車的對手，於是隨即採取「英國模式」，解散大部分輕戰車營改為偵察之用。在後來的戰事中，多數美軍戰車營多配置三個中戰車連（通常是M4），以及一個斯圖亞特戰車連（M3或M5/M5A1）。
在歐洲戰區，輕型戰車因為面對敵火的生還率太低，只能扮演次要角色。斯圖亞特唯一能充分發揮的主要舞台在太平洋戰區，因為日軍的戰車數量相對較少，火力和裝甲也較弱。日軍步兵很少配有反戰車武器，面對敵軍戰車時多採用近距離的攻擊戰術。因此在這裡，斯圖亞特戰車的威力只遜於中戰車。

### 中華民國陸軍

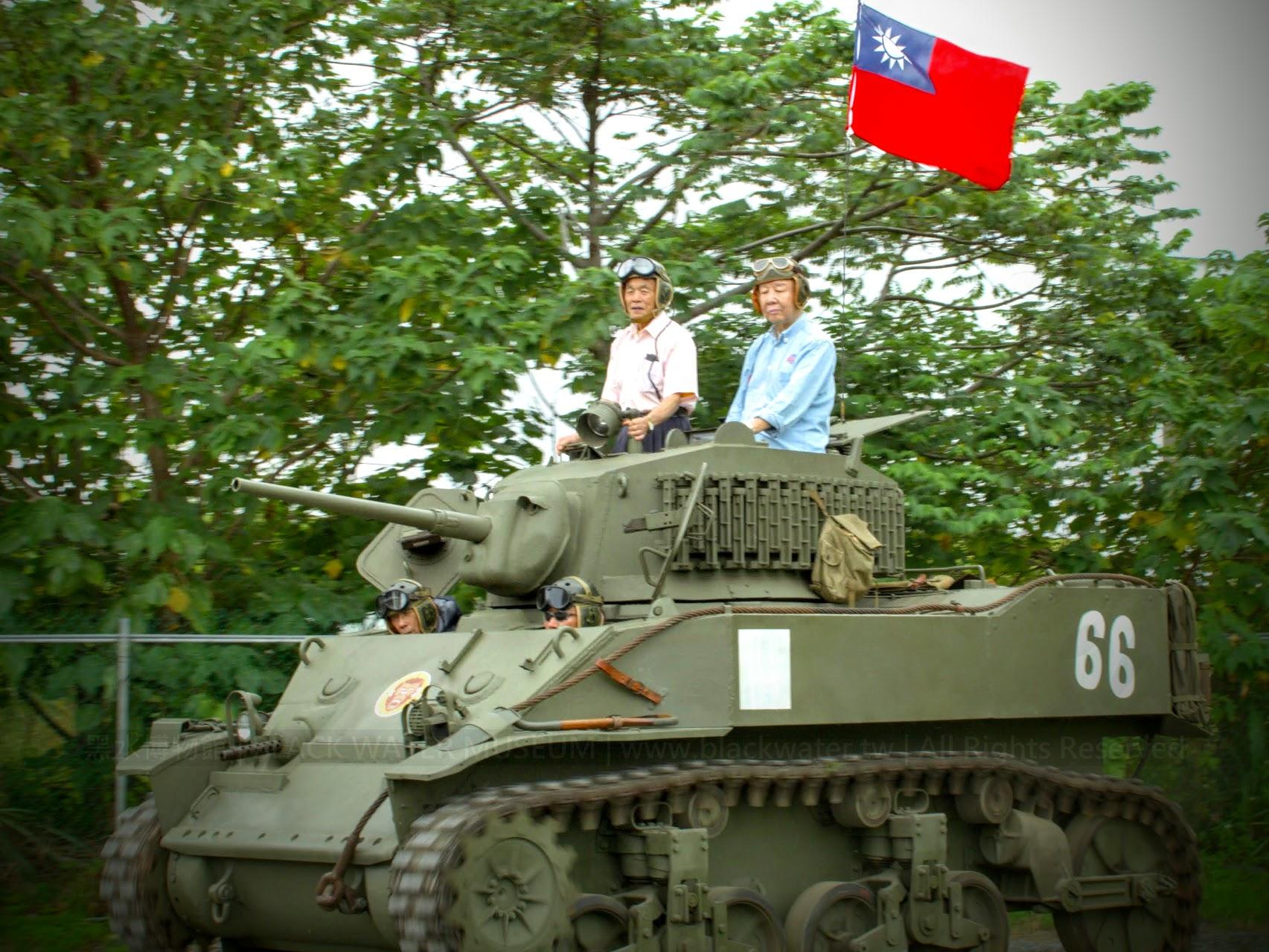
金門戰役英雄 熊震球先生與瑪莉蓮小姐(Stuart M5A1)司徒戰車合影，照片中砲塔射手席:熊震球先生，車長席:池善文先生，副駕駛席:歐曉雲先生。拍攝於民國103年(主曆2014年)10月24日 金剛二號操演 金門戰役65周年黑水博物館紀念活動。現為東亞唯一熱機典藏的二戰M5A1司徒戰車

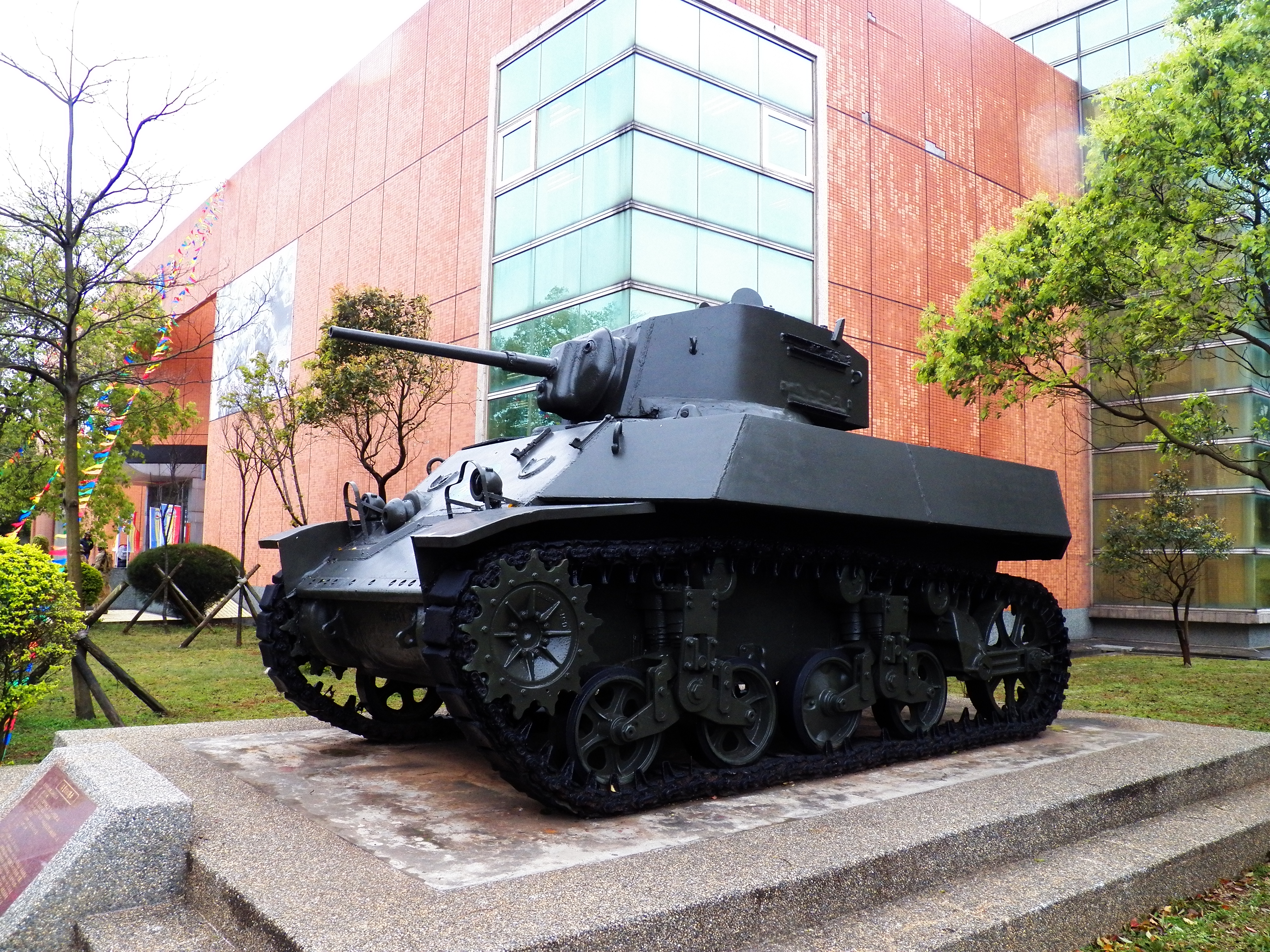
現存於中華民國陸軍裝甲兵訓練指揮部的M3A3輕戰車

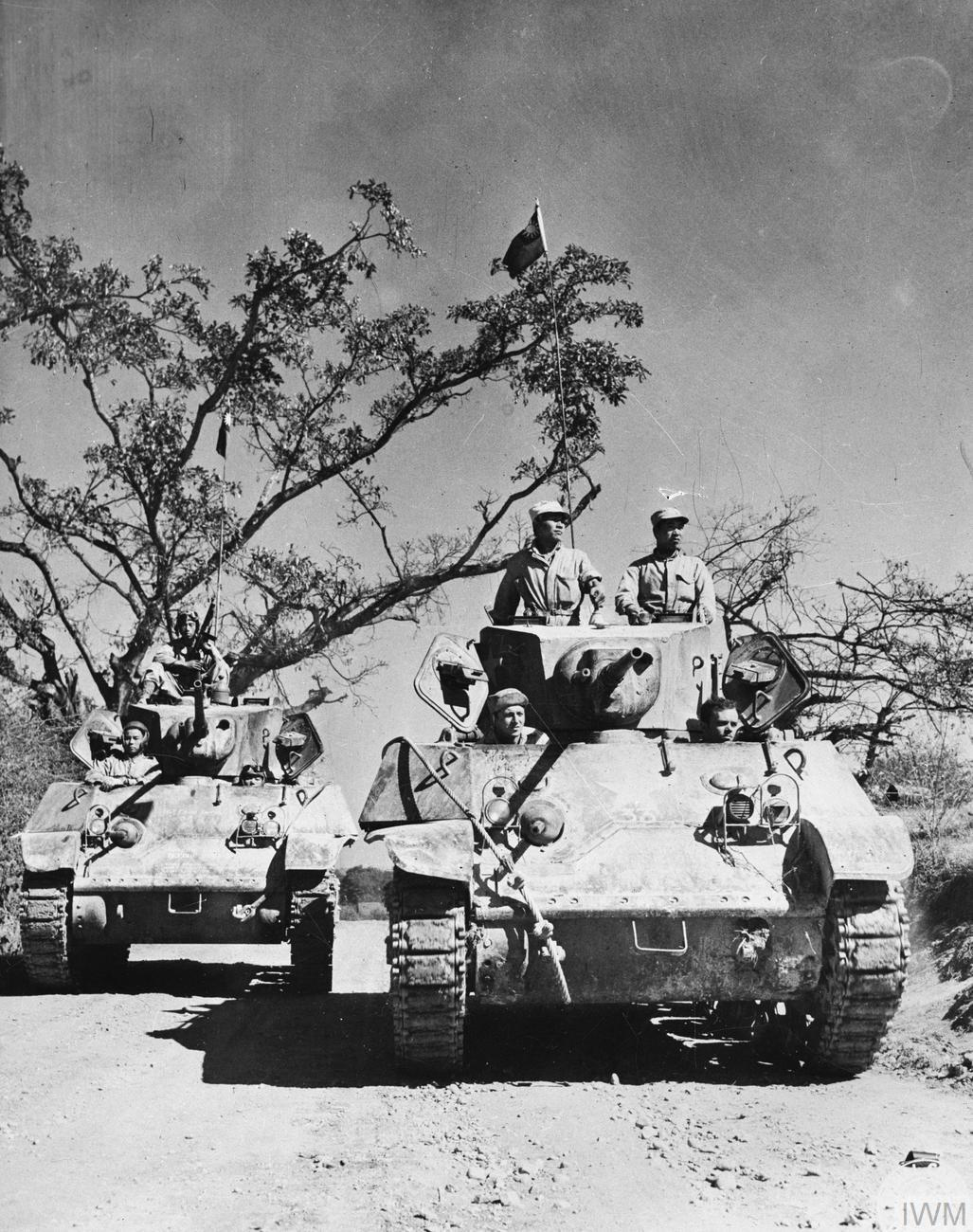
中印緬戰區的國軍M3A3輕戰車

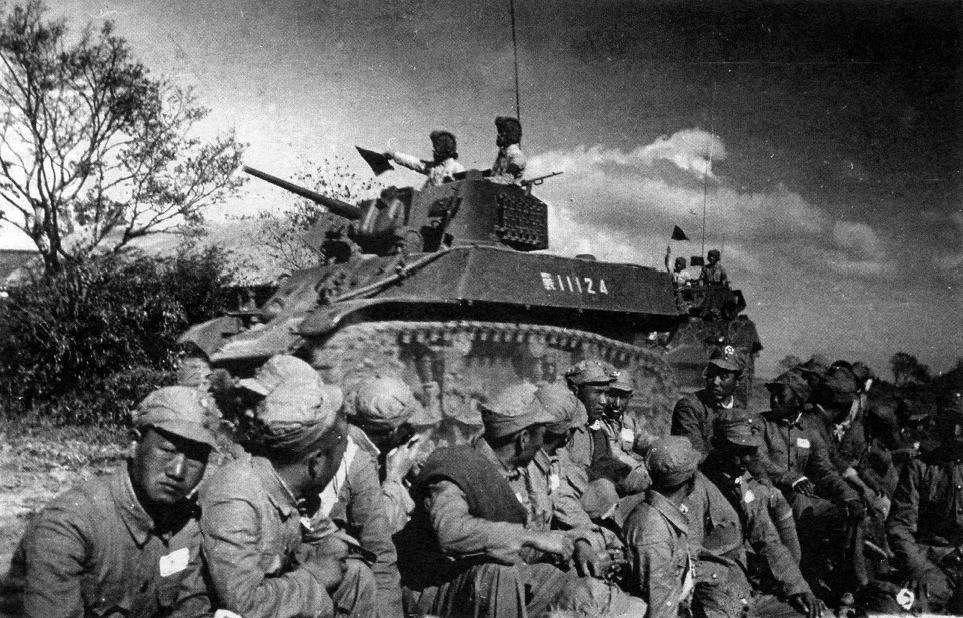
國共內戰時的M3A3輕戰車

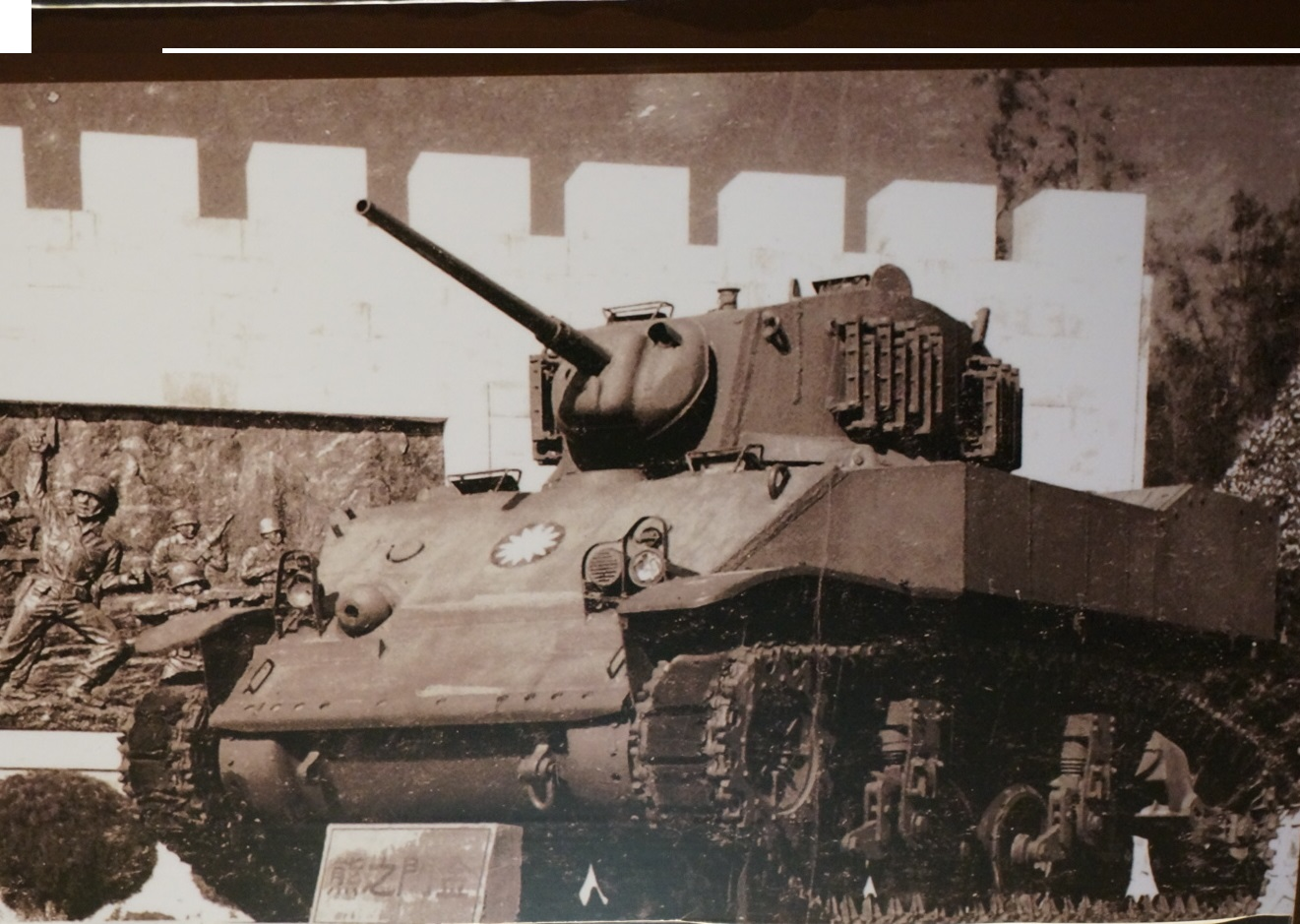
被稱爲「金門之熊」的中華民國國軍M5A1坦克

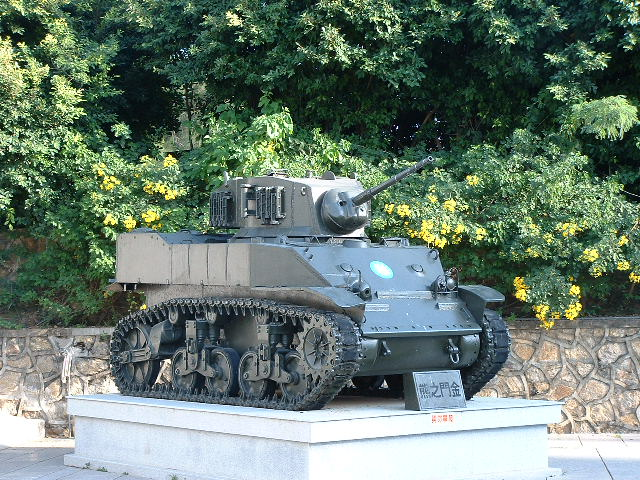
參與金門戰役的國民革命軍戰車「金門之熊」M5A1，陳列於古寧頭戰史館。

美軍提供M3系列給中華民國的起緣起自於租借法案以及日本對美開戰。1942年第一次滇緬路戰役結束後，國民革命軍部分人員撤往印度進行重編；為了活用租借法案物資，國民政府在印度成立駐印軍戰車訓練班，並在民國32年（1943年）建立駐印軍戰車第一營，全營使用M3A3。之後在滇西緬北戰役時編入新一軍參戰，並在1944年3月3日瓦魯班戰役（Walawbum）中成功擊潰日軍第18師團師部，此次重大斬獲後來訂為中華民國裝甲兵節。
國共內戰初期，國民革命軍的M3A3為駐印軍時期接收裝備，並通通納入戰車第一團使用。1948年接收了美軍遺留在太平洋戰區的M5A1，隨著國軍節節敗退，裝甲部隊也在三大戰役中潰滅殆盡。裝甲司令部在徐蚌會戰後，著手重建裝甲部隊。
二次大戰後，美軍在菲律賓、關島和沖繩各地留下許多戰車。由於運回美國費用太高，也沒有用途，於是大多拆掉武裝和通信系統，任其自然報廢。裝甲司令部參謀長蔣緯國就和美國交涉，把這些戰車買下來運往上海，堆在虬江碼頭。重建的各戰車營就自行尋找堪用的車輛和零件，加以整修組裝。其中戰車第三團第一營湊出廿二輛M5A1戰車，編制成兩個連。經過在台灣的短暫整訓後移防金門。
1949年10月24日，解放軍三個團近萬人兵力渡海登陸金門，與國軍爆發三晝夜激戰，是為古寧頭戰役。由於解放軍過度輕敵，反戰車武器失效，遭到M5A1戰車痛擊。戰一營先是守住戰略要地瓊林和安岐，隨後擊潰困守海灘和古寧頭各村莊內的共軍，幫助國軍取得勝利。戰役結束之後，金門防衛部司令胡璉贈與戰三團第一營「金門之熊」稱號，表彰該營在戰役中的表現。

## 衍生型
- M8自走炮
- T18自走炮
- T57自走炮
- T82自走炮：為因應叢林戰而以 M5A1 的底盤為基礎設計的自走炮，該車輛配備著一門105mmM3榴彈炮並安裝於開放式的戰鬥室。開發完成於1943年11月，兩輛原型車在1944年8月進入阿伯丁試驗場進行測試。而到了1945年6月21日，由於軍方對這類型車輛缺乏興趣而中止了計畫。

## 流行文化

### 電子遊戲
- 《戰爭雷霆》
- 《戰車世界》
- 《應徵入伍》
- 《人間地獄》

## 腳註
1. ↑  李福井，1999，頁68-69
2. ↑  田立仁，2008，頁257-487